# Самосдельский сельсовет

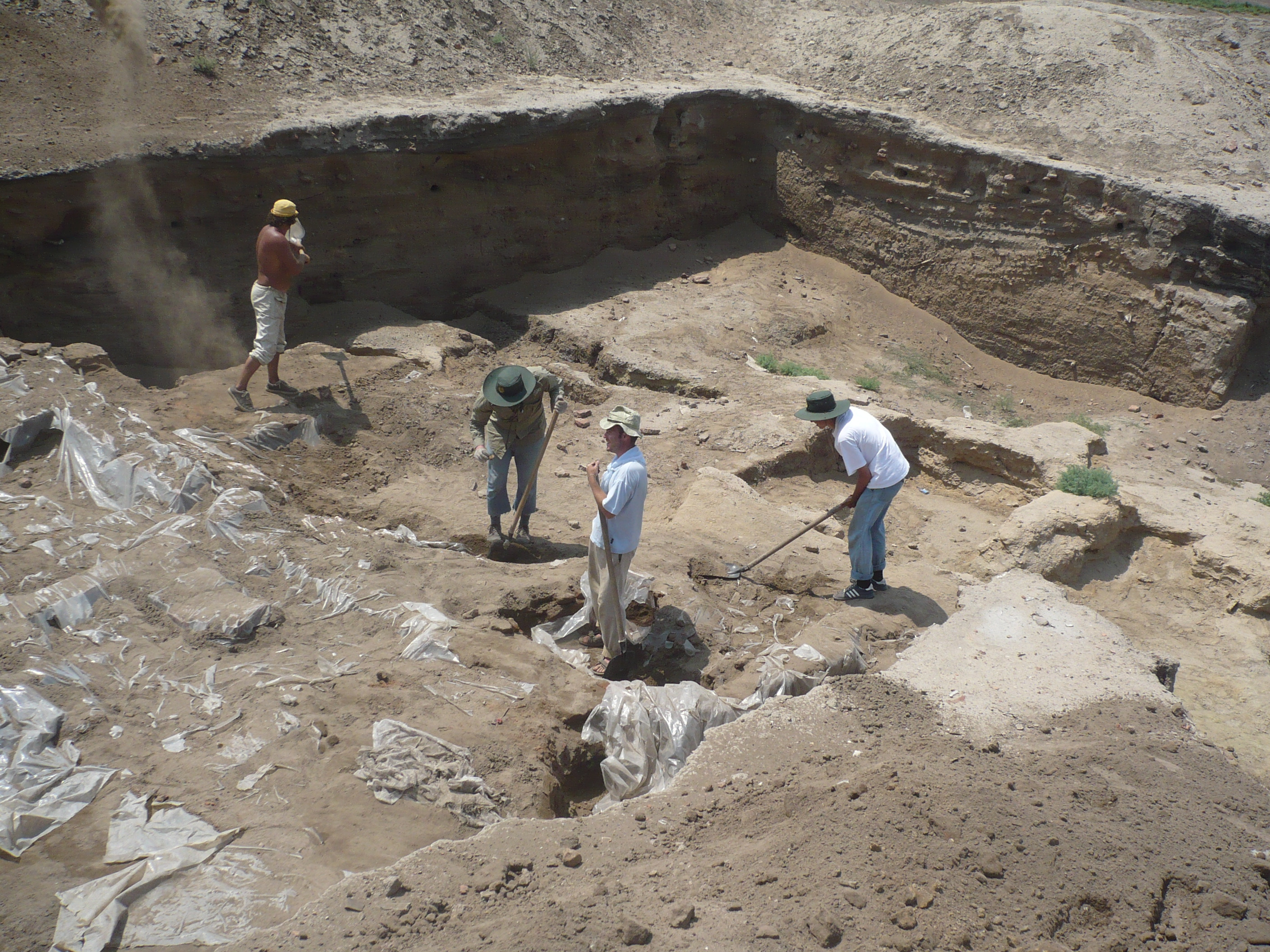
Раскопки Самосдельского городища

Самосдельский сельский совет — муниципальное образование в составе Камызякского района Астраханской области, Российская Федерация. Административный центр — село Самосделка.

## Географическое положение
Сельский совет расположен в крайней западной части района, граничит с Икрянинским районом. По территории сельсовета протекают Старая Волга и её протоки Коклюй, Полдневая, Караколь, Новостанка, Старый Иванчуг и Гандурино.
Граница сельсовета начинается от точки пересечения Камызякского и Икрянинского районов и ерика Грачёв. Далее граница идёт от ерика Грачев на восток до реки Старая Волга, где поворачивает на юго-восток до реки Старый Иванчуг, затем идёт в восточном направлении до реки Каныча, по её середине до реки Новостанка, по её середине до ерика Караколь, далее по середине ерика Караколь на протяжении 500 м до ерика Луков, по его середине на север на протяжении 400 м, затем граница идёт в юго-западном направлении на протяжении 3200 м до реки Становая, по её середине до реки Старая Волга, оттуда в том же направлении до участка «Дамчинский» Астраханского государственного биосферного заповедника им. В. И. Ленина до реки Коклюй, и по её середине до первоначальной точки.

## История

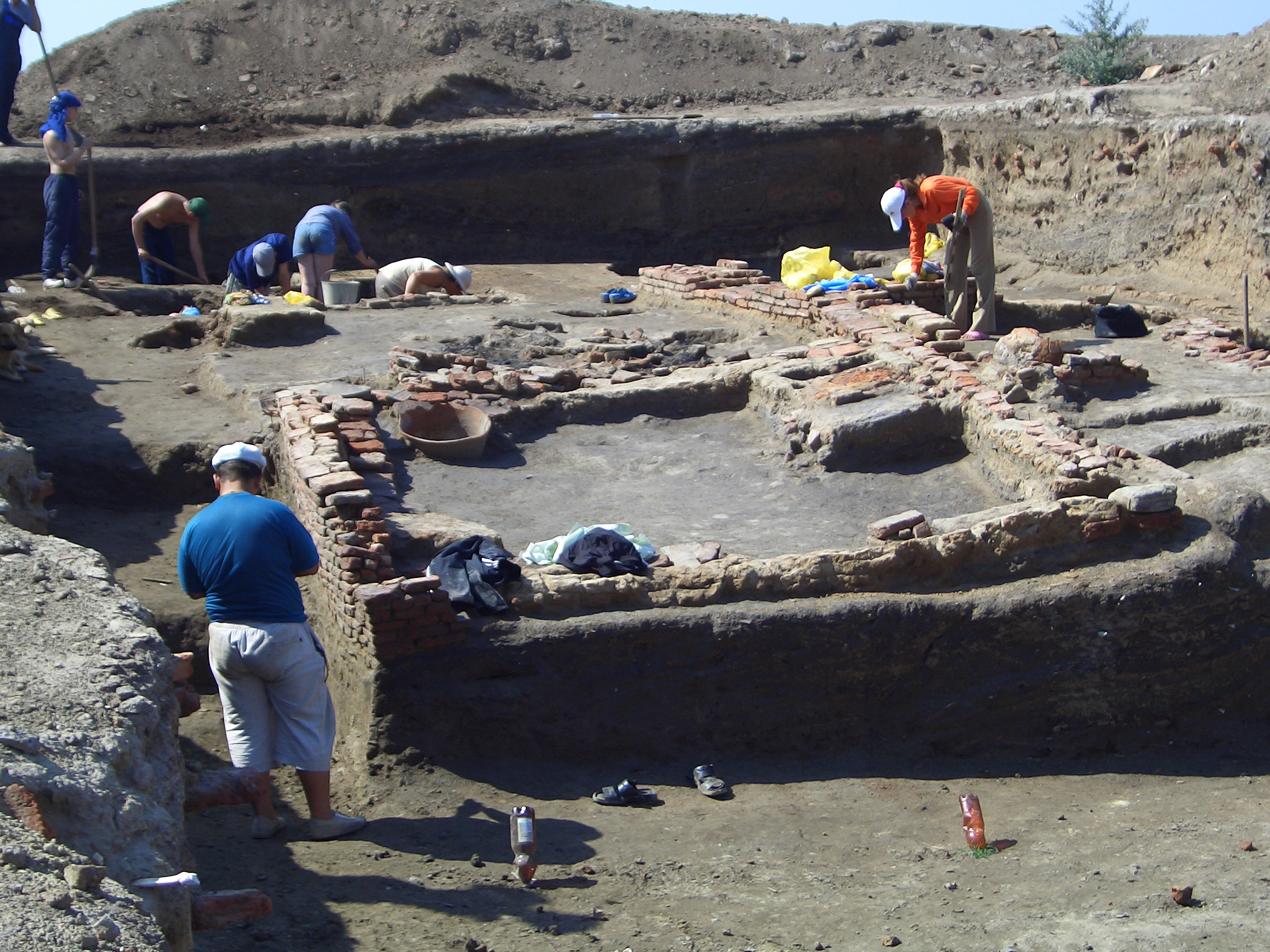
Раскопки на Самосдельском городище

На территории сельсовета исследуется древнее Самосдельское городище, содержащее остатки сразу трёх городов, последовательно сменявших друг друга, — хазарского (IX—X веков), предмонгольского времени (XI—XII веков) и золотоордынского (XIII—XIV веков).
Сельсовет был образован в 1920 годау из бывшей Самосдельской волости Астраханского уезда. Входил в состав Чаганской волости. С ликвидацией волостей и перехода на районы в 1925 году сельсовет вошёл в состав Икрянинского, а в 1927 году — Камызякского района.

## Население
| 2010  | 2012  | 2013  | 2014  | 2015  | 2016  | 2017  |
| ----- | ----- | ----- | ----- | ----- | ----- | ----- |
| 1692  | ↗1709 | ↘1688 | ↗1698 | ↘1667 | ↘1649 | ↘1610 |
| 2018  | 2019  | 2020  | 2021  |       |       |       |
| ↘1584 | ↘1538 | ↘1515 | ↘1463 |       |       |       |

Национальный состав:
- русские — 1229
- казахи — 206
- чеченцы — 108
- узбеки — 58
- даргинцы — 21
- армяне — 14
- азербайджанцы и киргизы — по 10
- эстонцы — 9
- украинцы — 7
- корейцы — 5
- татары и кумыки — по 3
- осетины и чуваши — по 2
- молдаване, индусы, мордовцы, немцы и якуты — по 1

## Состав сельского поселения
В состав сельского поселения входят 5 населённых пунктов
| № | Населённый пункт | Тип населённого пункта       | Население |
| - | ---------------- | ---------------------------- | --------- |
| 1 | Алексеевка       | село                         | ↘190      |
| 2 | Аршин            | посёлок                      | ↘36       |
| 3 | Качкаринский     | посёлок                      | ↗190      |
| 4 | Самосделка       | село, административный центр | ↘1239     |
| 5 | Форпост          | посёлок                      | ↗41       |

## Хозяйство
Ведущая отрасль хозяйства — сельское хозяйство. Животноводство — разведение крупного рогатого скота, овец, коз, лошадей и птиц, основная продукция — мясо, молоко, шерсть и яйца. Растениеводство — выращивание овощей, зерновых и картофеля. Развито рыболовство.
Среди учреждений социальной сферы в сельсовете действуют врачебная амбулатория, детский сад, средняя школа, дворец культуры, сельская библиотека. Действуют 8 магазинов. Среди религиозных заведений — храм Блаженной Матроны Московской.
Транспорт в сельсовете представлен автомобильной дорогой-подъездом от трассы Астрахань — Образцово-Травино.